# Денцівка
Денцівка, також монтелев — український народний духовий музичний інструмент, схожий на сопілку, але відрізняється від неї призматичною формою та косим зрізом губника. Поширений на Гуцульщині.
Дводенцівка (інші назви джоломіґа, двійниця та ін.) та півтораденцівка — різновиди денцівки.